# NGC 2397
NGC 2397 este o galaxie spirală situată în constelația Peștele Zburător. A fost descoperită în 18 februarie 1835 de către John Herschel. Se află la o distanță de 21,18 de megaparseci de Pământ.